# Шнорбах
Шнорбах (нем. Schnorbach) — община в Германии, в земле Рейнланд-Пфальц.
Входит в состав района Рейн-Хунсрюк. Подчиняется управлению Райнбёллен. Население составляет 228 человек (на 31 декабря 2010 года). Занимает площадь 3,42 км².
Площадь муниципального района составляет 342 га, из которых примерно 81 га покрыто лесом, а 230 га отведено под сельское хозяйство.

## История
Шнорбах впервые был упомянут около 1200 года. Бронзовый топор из культуры курганных погребений (около 1000 г. до н. э.), однако, свидетельствует о более раннем обитании человека.
Начиная с 1794 года, Шнорбах находился под властью Франции. В 1814 году на Венском конгрессе он был передан Королевству Пруссия. С 1946 года он входит в состав недавно образованной земли Рейнланд-Пфальц.